# 陳修 (明)
陳 修（ちん しゅう、1321年 - 1371年）は、元末明初の官僚・政治家。字は伯昂。本貫は信州上饒県。

## 生涯
朱元璋に従って浙東を平定し、理官に任じられた。律令を援用して、穏健寛大な統治をおこない、元末の弊政を改めた。兵部郎中に抜擢され、済南府知府に転じた。元末の乱の直後で、民間の家々は衰退脱落し、しかも多くは軍事動員のための屯田の中にあった。陳修は兵士と民衆を安心させる統治を地方にもたらし、流亡の人々を生業にもどさせた。
1371年（洪武4年）閏3月、陳修は吏部尚書に任じられた。侍郎の李仁詳とともに旧典を参照し、時宜に合わせた官制を整備した。官吏の任免進退と考査の法を立案して条例化した。7月、死去した。享年は51。